# العلاقات الأرمنية اللبنانية
العلاقات الأرمنية اللبنانية تشير إلى العلاقات الخارجية بين أرمينيا ولبنان. يستضيف لبنان ثامن أكبر عدد من السكان الأرمن في العالم وكان أول دولة عضو في الجامعة العربية تعترف بالإبادة الجماعية للأرمن.

## المساعدة
خلال حرب لبنان عام 2006، أعلنت أرمينيا أنها سترسل مساعدات إنسانية إلى لبنان. وفقا للحكومة الأرمنية، تم تخصيص كمية غير محددة من الأدوية والخيام ومعدات مكافحة الحرائق للسلطات اللبنانية في 27 يوليو 2006.

## الاعتراف بالإبادة الجماعية للأرمن
في 11 مايو 2000، صوت البرلمان اللبناني على الاعتراف بالإبادة الجماعية للأرمن. كان لبنان أول دولة ناطقة بالعربية تقوم بذلك.

## العلاقات الثقافية
وللجماعة الأرمنية الشاسعة في لبنان أيضًا عدة أحزاب سياسية ويُعترف بها كمؤسسة في حد ذاتها لها مقاعد مخصصة في البرلمان. طاشناج هو أكبر حزب أرمني في لبنان، حاليًا في الحكومة، ويجلس مع تحالف 8 آذار؛ ومع ذلك، هناك أيضًا أحزاب تدعم تحالف 14 آذار المعارض. أيضا، ألغت أرمينيا ولبنان متطلبات التأشيرة بين البلدين خلال الزيارة الرسمية للرئيس الأرمني سيرج سرجسيان إلى قصر بعبدا حيث كان هناك العديد من الشخصيات السياسية بما في ذلك الرئيس ميشال سليمان.